# Agnus dei
Agnus dei (v originále Les Innocentes) je francouzsko-polský dramatický film z roku 2016, který režírovala Anne Fontaineová podle vlastního scénáře. Snímek měl světovou premiéru na filmovém festivalu Sundance dne 26. ledna 2016.

## Děj
V Polsku v roce 1945 je Mathilde Beaulieu, mladá lékařka francouzského Červeného kříže, sídlící v nedaleké vesnici, přivolána do benediktinského kláštera, protože jedna z jeptišek bude rodit. Před devíti měsíci sovětští vojáci vtrhli do kláštera a dva dny znásilňovali jeptišky. Sedm je těhotných a těsně před porodem. Matka představená je zodpovědná za svěření dítěte rodině ve vesnici, o tom se nikdo nesmí dozvědět.
Mathilde se musí několikrát vrátit, aby pomohla mladým ženám. Mathilde je dcerou komunistického dělníka a poznává jiný svět. Spřátelila se s jeptiškami, včetně Marie. Maria s hrůzou zjistí, že matka představená nechala dva novorozence "Prozřetelnosti" u paty kříže, a hledá způsob, jak zachránit ostatní.
Mathilde se spřátelí s mladým židovským lékařem Samuelem, jehož rodina zemřela v Bergen-Belsenu.

## Obsazení
| Lou de Laâge        | Mathilde Beaulieu |
| Agata Buzková       | Maria             |
| Agata Kulesza       | matka představená |
| Vincent Macaigne    | Samuel            |
| Joanna Kuligová     | Irena             |
| Eliza Rycembel      | Teresa            |
| Katarzyna Dąbrowska | Anna              |
| Anna Próchniak      | Zofia             |
| Helena Sujecka      | Ludwika           |
| Mira Maluszinska    | Bibiana           |
| Dorota Kuduk        | Wanda             |
| Klara Bielawka      | Joanna            |
| Pascal Elso         | plukovník         |
| Thomas Coumans      | Gaspard           |
| Mariusz Jakus       | ruský důstojník   |
| Marta Mazurek       | sestra            |

## Ocenění
- César: nominace v kategoriích nejlepší film, nejlepší režie (Anne Fontaineová), nejlepší kamera (Caroline Champetier) a nejlepší původní scénář (Sabrina B. Karine, Alice Vial, Pascal Bonitzer a Anne Fontaine)